# Itoplectis behrensii
Itoplectis behrensii är en stekelart som först beskrevs av Cresson 1879.  Itoplectis behrensii ingår i släktet Itoplectis och familjen brokparasitsteklar. Inga underarter finns listade i Catalogue of Life.